# 国際識別記号

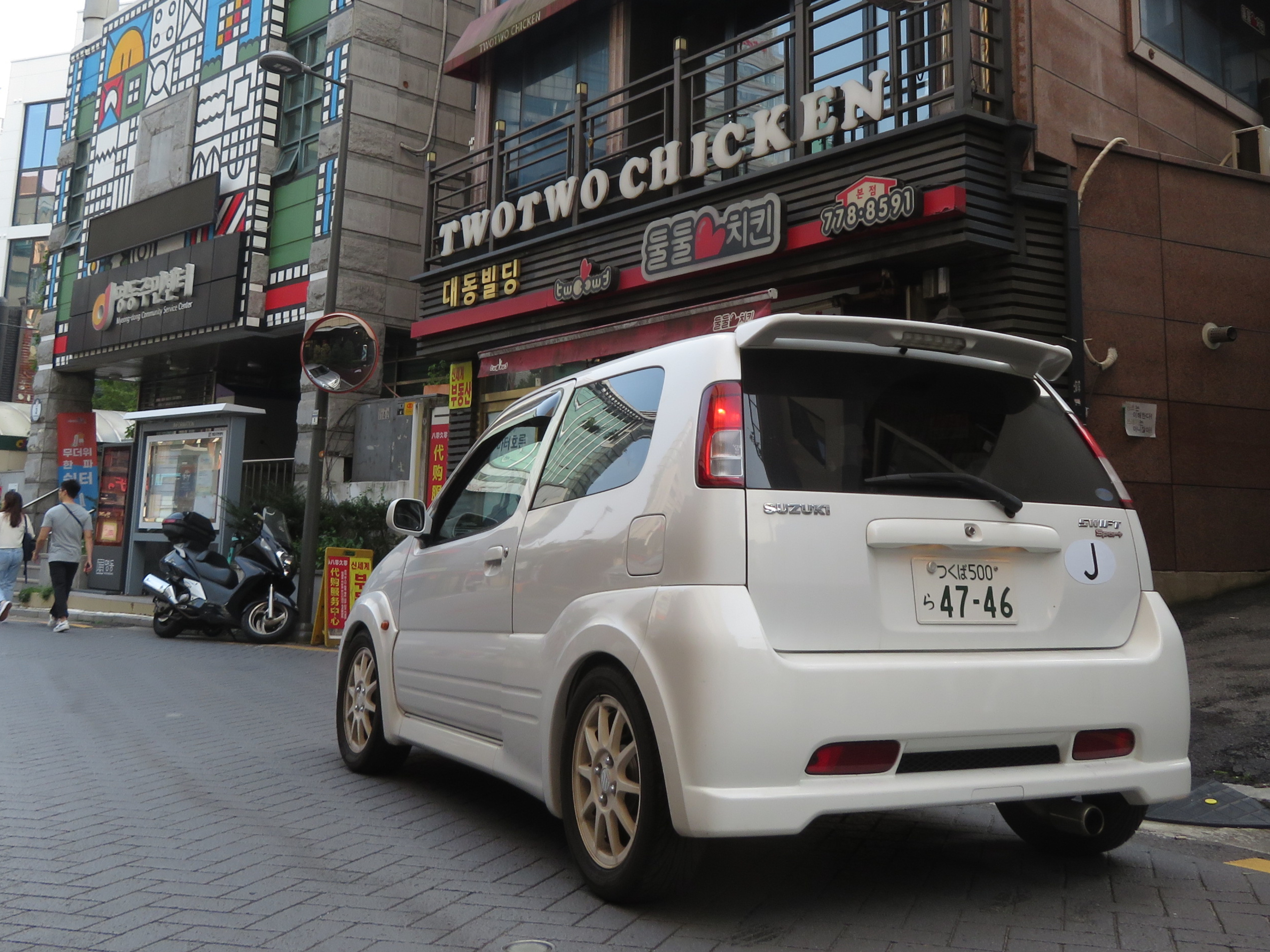
日本の国際識別記号「J」を取り付け大韓民国内を走行中の、日本国内登録車両

国際識別記号（こくさいしきべつきごう、National Vehicle Identification Plate）とは、自動車を登録した国、または地域を示す国際交通における車両の識別記号である。自動車を登録した国以外で運転するときに、標板やステッカー等を用いて、1 - 3文字のラテン文字の識別記号を白色の楕円形の中に表示する。ジュネーヴ交通条約の附属書四及びウィーン交通条約の附属書3に規定されている。

## 規定
ジュネーヴ交通条約の本文及び附属書四には、主に以下のように規定されている。
- 当該自動車の登録地以外で自動車を運転する時には、車両の後面に識別記号を表示しなければならない。
- 識別記号は、3字以内のラテン文字から成るものとする。
- 識別記号の文字は、縦の長さが80 mm以上、太さが10 mm以上の黒色とする。
- 識別記号の文字は、白色の楕円形の中に塗書しなければならない。
- 楕円形の大きさは、識別記号が3文字の場合は、横240 mm以上、縦145 mm以上とする。識別記号が2文字以下の場合は、横175 mm以上、縦115 mm以上とする。
- 二輪の自動車の場合は、楕円形の大きさは識別記号の文字数にかかわらず、横175 mm以上、縦115 mm以上とする。
- 識別記号は、車両後面の鉛直または鉛直に近い表面に固定または直接塗書する[注 2]。

なお、市販されている国際識別記号標板には、白色楕円に黒線の縁取りがされているものがしばしばみられるが、ジュネーブ交通条約には縁取りの有無に関する規定は存在しない。

## 現在有効な主な識別記号
主な国際識別記号は、次の通り。
| 記号 | 国名 (注記のないものは英語表記)                                       | 採用年／備考                                                                         |
| ---- | --------------------------------------------------------------------- | ------------------------------------------------------------------------------------ |
| A    | オーストリア (Austria)                                                | 1910年より                                                                           |
| AL   | アルバニア (Albania)                                                  | 1934年より                                                                           |
| AUS  | オーストラリア (Australia)                                            | 1954年より                                                                           |
| B    | ベルギー (België オランダ語/Belgique フランス語)                      | 1910年より                                                                           |
| BIH  | ボスニア・ヘルツェゴビナ (Bosna I Hercegovina セルビア・クロアチア語) | 1992年より                                                                           |
| BG   | ブルガリア (Bulgaria)                                                 | 1910年より                                                                           |
| BR   | ブラジル (Brasil ポルトガル語)                                        | 1934年より                                                                           |
| BRU  | ブルネイ (Brunei)                                                     | 1956年より                                                                           |
| C    | キューバ (Cuba)                                                       | 1930年より                                                                           |
| CDN  | カナダ (Canadian Dominion カナダの旧称?)                              | 1956年より                                                                           |
| CH   | スイス (Confoederaito Helvetica ラテン語)                             | 1911年より                                                                           |
| CY   | キプロス (Cyprus)                                                     | 1932年より                                                                           |
| CZ   | チェコ (Czechia)                                                      | 1993年より                                                                           |
| D    | ドイツ (Deutschland ドイツ語)                                         | 1910年より                                                                           |
| DK   | デンマーク (Dänmark デンマーク語)                                     | 1914年より                                                                           |
| DZ   | アルジェリア (Dzayer アラビア語のアルファベット表記)                  | 1962年より                                                                           |
| E    | スペイン (España スペイン語)                                          | 1910年より                                                                           |
| EAK  | ケニア (East Africa Kenya)                                            | 1938年より                                                                           |
| EST  | エストニア (Estonia/Eesti エストニア語)                               | 1993年より                                                                           |
| ET   | エジプト (Egypt)                                                      | 1927年より                                                                           |
| F    | フランス (France)                                                     | 1910年より                                                                           |
| FIN  | フィンランド (Finland)                                                | 1993年より。それ以前はSF (Suomi Finland: フィンランド語とスウェーデン語を併記)を使用 |
| FL   | リヒテンシュタイン公国 （Fürstentum Liechtenstein ドイツ語）          | 1923年より                                                                           |
| FO   | フェロー諸島 （デンマーク自治領: Faroe Islands）                      | 1996年より。それ以前はFRを使用                                                       |
| FSM  | ミクロネシア連邦 （Federated States of Micronesia）                   |                                                                                      |
| GB   | イギリス (Great Britain)                                              | 1910年より                                                                           |
| GR   | ギリシャ (Greece)                                                     | 1913年より                                                                           |
| H    | ハンガリー (Hungary)                                                  | 1910年より                                                                           |
| HR   | クロアチア (Hrvatska クロアチア語)                                    | 1992年より                                                                           |
| I    | イタリア (Italia イタリア語)                                          | 1910年より                                                                           |
| IND  | インド (India)                                                        | 1947年より                                                                           |
| IRL  | アイルランド共和国 (Republic of Ireland)                              | 1962年より                                                                           |
| J    | 日本 (Japan)                                                          | 1964年より                                                                           |
| JA   | ジャマイカ (Jamaica)                                                  | 1932年より                                                                           |
| JOR  | ヨルダン (Jordan)                                                     |                                                                                      |
| K    | カンボジア (Kampuchea クメール語のアルファベット表記)                 | 1956年より                                                                           |
| KP   | 北朝鮮 (People's Republic of Koreaより)                               |                                                                                      |
| KSA  | サウジアラビア王国 (Kingdom of Saudi Arabia)                          |                                                                                      |
| L    | ルクセンブルク (Luxembourg)                                           | 1911年より                                                                           |
| LAO  | ラオス (Laos)                                                         | 1959年より                                                                           |
| LT   | リトアニア (Lithuania/Lietuva リトアニア語)                           | 1992年より                                                                           |
| LV   | ラトビア (Latvia)                                                     | 1992年より                                                                           |
| M    | マルタ (Malta)                                                        | 1966年より。それ以前はGBYを使用                                                      |
| MA   | モロッコ (Maroc フランス語)                                           | 1924年より                                                                           |
| MAL  | マレーシア (Malaysia)                                                 | 1967年より                                                                           |
| MEX  | メキシコ (México スペイン語)                                          | 1952年より                                                                           |
| MGL  | モンゴル (Mongolia)                                                   |                                                                                      |
| MK   | マケドニア共和国 (Makedonija マケドニア語)                            | 1992年より                                                                           |
| MNE  | モンテネグロ (Montenegro)                                             | 2006年より                                                                           |
| MYA  | ミャンマー (Myanmar)                                                  | 1989年より。それ以前はBURを ビルマ(Burma)として使用                                  |
| N    | ノルウェー (Norge ノルウェー語)                                       | 1922年より                                                                           |
| NL   | オランダ (Nederland オランダ語)                                       | 1910年より                                                                           |
| NZ   | ニュージーランド (New Zealand)                                        | 1958年より                                                                           |
| P    | ポルトガル (Portugal)                                                 | 1910年より                                                                           |
| PL   | ポーランド (Polska ポーランド語)                                      | 1921年より                                                                           |
| RA   | アルゼンチン (Republica Argentina スペイン語)                         | 1927年より                                                                           |
| RC   | 中華民國(台湾）(Republic of China)                                    | 1932年より                                                                           |
| RI   | インドネシア (Republik Indonesia インドネシア語)                      | 1955年より                                                                           |
| RO   | ルーマニア (Romania)                                                  | 1981年より                                                                           |
| ROK  | 大韓民国 (Republic of Korea)                                          | 1971年より                                                                           |
| RP   | フィリピン (Republic of the Philippines)                              | 1975年より                                                                           |
| RUS  | ロシア連邦 (Russian Federation)                                       | 1992年より                                                                           |
| S    | スウェーデン (Sverige スウェーデン語)                                 | 1911年より                                                                           |
| SK   | スロバキア (Slovakia)                                                 | 1993年より                                                                           |
| SLO  | スロベニア (Slovenia)                                                 | 1992年より                                                                           |
| SRB  | セルビア (Serbia)                                                     | 2006年より                                                                           |
| T    | タイ (Thailand)                                                       | 1955年より                                                                           |
| TL   | 東ティモール (Timor Leste ポルトガル語)                               |                                                                                      |
| TR   | トルコ (Turkey/Türkiye トルコ語)                                      | 1935年より                                                                           |
| USA  | アメリカ合衆国 (United States of America)                             | 1952年より。それ以前はUSを使用                                                       |
| V    | バチカン (Vatican)                                                    | 1931年より                                                                           |
| VN   | ベトナム (Vietnam)                                                    | 1953年より                                                                           |
| WAN  | ナイジェリア（West Africa Nigeria)                                    | 1937年より                                                                           |
| YV   | ベネズエラ (Y? Venezuela)                                             |                                                                                      |
| Z    | ザンビア (Zambia)                                                     | 1966年より                                                                           |
| ZA   | 南アフリカ共和国 (Zuid Afrika オランダ語)                             | 1936年より                                                                           |

## かつて存在した国・国名の識別記号
以下は、現在有効でない、かつて存在した主な国・国名の識別記号の一覧である。
| 記号 | 国名 (注記のないものは英語表記)                                                        | 廃止年／備考 |
| ---- | -------------------------------------------------------------------------------------- | ------------ |
| BP   | ベチュアナランド保護領（現ボツワナ：Betsuanaland Protectorate)                         | 1966年まで   |
| CS   | チェコスロバキア（現チェコおよびスロバキア ：Czechoslovakia)                           | 1992年まで   |
| DDR  | ドイツ民主共和国(東ドイツ)（現ドイツの一部： Deutsche Demokratische Republik ドイツ語) | 1990年まで   |
| SU   | ソビエト連邦 (Soviet Union)                                                            | 1991年まで   |
| SWA  | 南西アフリカ（現ナミビア ：South West Africa)                                          | 1990年まで   |
| YU   | ユーゴスラビア (Yugoslavia)                                                            | 2003年まで   |
| ZRE  | ザイール（現コンゴ民主共和国 : Zaire)                                                  | 1997年まで   |